# Prisonniers de guerre allemands de la Première Guerre mondiale en France

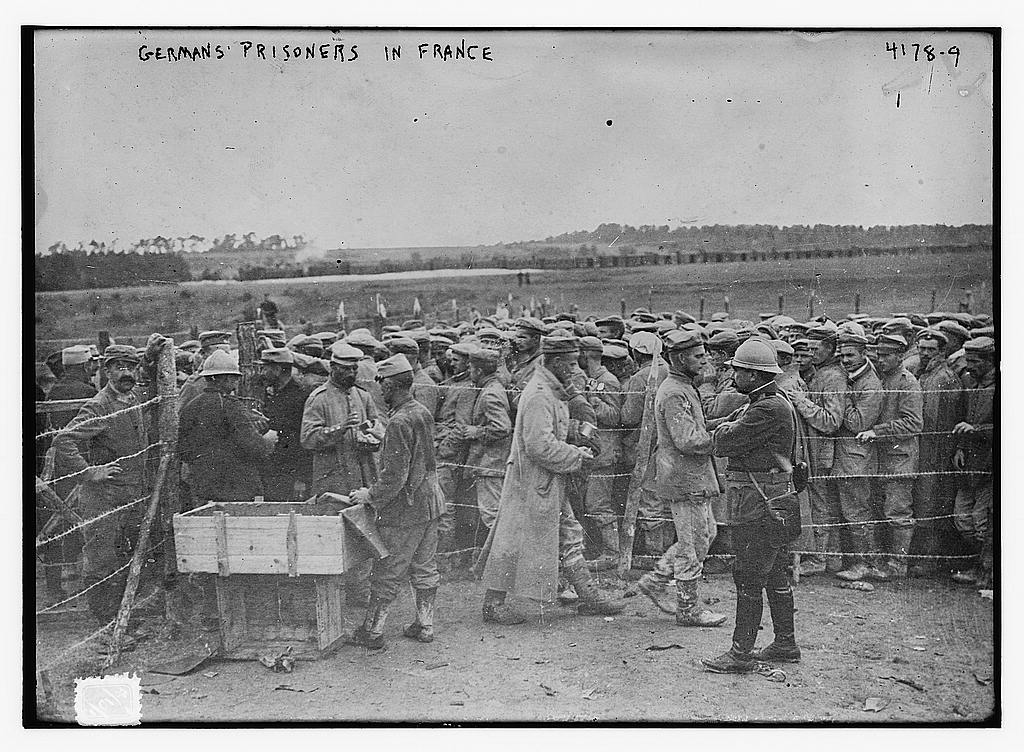
Prisonniers allemands en France.

Sur environ 530 000 Allemands capturés par l’armée française au cours de la guerre, 421 655 étaient prisonniers à la date de l’armistice du 11 novembre 1918, après décès, rapatriements de malades et invalides, libérations à la suite d’échanges depuis le début de la guerre, tandis que 535 000 Français étaient retenus prisonniers dans le Reich à la même date. Les Allemands constituent la grande majorité des prisonniers de guerre en France, l'armée d'Autriche-Hongrie ayant été très peu engagée sur le front de l'Ouest et représentent près de la moitié des 993 109 prisonniers de guerre allemands détenus par les Alliés .
Toutefois les chiffres proposés précédemment sont largement exagérés. Il s'agit en fait de l'ensemble des prisonniers de l'axe et pas des seuls soldats allemands. Les prisonniers allemands ont été environ 410000 durant toute la guerre et ils ne sont qu'environ 350000 à la fin des hostilités.
Comme dans les principales autres puissances belligérantes, la plus grande partie des prisonniers est mise au travail.

## Entrée en captivité
Les captures ont principalement eu lieu lors des grandes offensives Marne en 1914, Champagne, Somme, mais furent rares pendant les périodes de stabilisation du front (guerre de position).
Par entente avec la Russie, les prisonniers alsaciens, lorrains et polonais capturés sur le front de l’est furent transférés en France où ils bénéficièrent de conditions privilégiées. La nationalité française était accordée aux Alsaciens et Lorrains acceptant de s’engager dans l’armée française. 17 650 acceptent et sont engagés dans le front d'Orient ou dans la marine pour leur éviter d'être repris par les Allemands sur le front de l'Ouest. Les autres sont mis au travail.
1 500 prisonniers tchèques et slovaques de l'armée austro-hongroise s'enrôlent dans la nouvelle armée tchécoslovaque constituée à la fin de la guerre.
Environ 50 000 civils, principalement ressortissants allemands, austro-hongrois, présents en France au début du conflit, fonctionnaires allemands d’Alsace-Lorraine capturés lors de l’entrée de l’armée française sur une partie du territoire de l'Alsace en 1914, furent internés. Un service des internés administratifs fut créé dès août 1914. Progressivement, les femmes avec enfants et les internés de plus de 50 ans furent libérés. À la fin de la guerre, le nombre d'internés était réduit à 15 000 dont 6 000 Allemands .

## Conditions de vie
Dès avant la Conventions de la Haye, la réglementation applicable aux prisonniers capturés par l’armée française avait été fixée par une instruction du 21 mars 1893 relativement libérale. Cette instruction prévoyait la résidence sur parole des officiers. Cette disposition ne fut appliquée qu’au début de la guerre. Par la suite, les officiers, exemptés de travail conformément aux Convention de La Haye, furent ensuite enfermés dans des camps qui leur étaient réservés.
Les prisonniers étaient répartis dans 500 sites de détention très variés, tels qu’anciens couvents, casernes désaffectées. Certains centres étaient d’importance tel celui de l’Île-Longue clôturé de barbelés dans la rade de Brest qui hébergeait 5 000 internés civils. Le niveau de confort de ces sites était très variable, entre celui de l’Île longue, relativement salubre, et à l'autre extrême, les bateaux-pontons délabrés où dormaient les travailleurs employés au percement du tunnel du Rove, très inconfortables.
5 056 prisonniers furent envoyés au Maroc pour des travaux publics et 4 685 en Algérie et Tunisie certains employés comme ouvriers agricoles remplaçant les indigènes mobilisés.

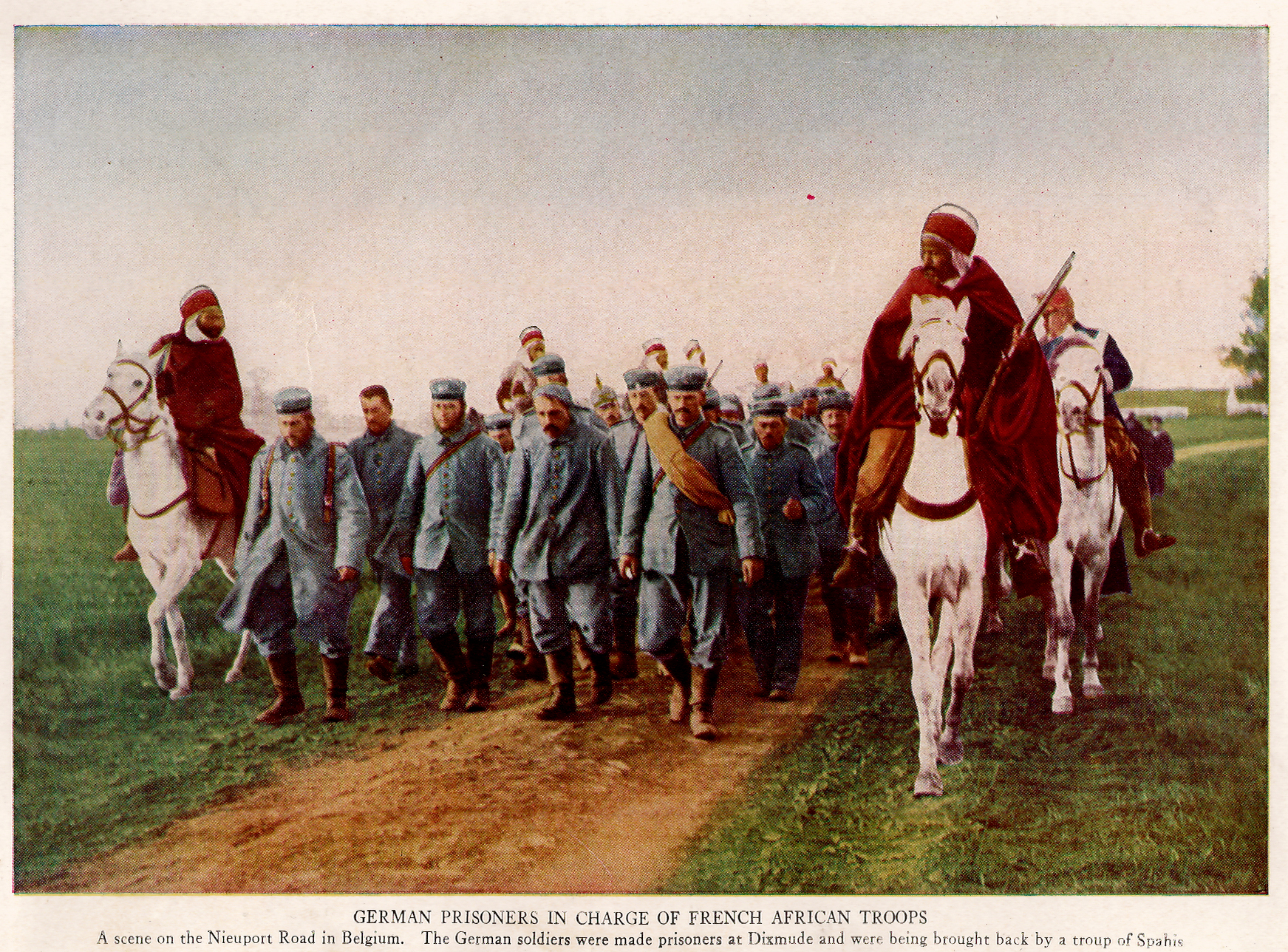
Prisonniers allemands encadrés par des Spahis.

À la suite de protestations du gouvernement allemand, motivées par les difficultés climatiques, les maladies et la torture, ces prisonniers furent rapatriés en France.
Les prisonniers étaient autorisés à envoyer 4 cartes et 2 lettres par mois et recevaient des rations de 600 grammes de pain par jour fin 1917, à une époque où elles étaient de 250 grammes pour les prisonniers français en Allemagne, à la suite du Blocus de l'Allemagne.
Entre 22 105 et 25 229 prisonniers allemands sont morts en France au cours de la guerre,

## Travail
Le travail des prisonniers était autorisé par les Conventions de la Haye et également prévu par l’instruction de 1893 au profit de l’État, des collectivités, des entrepreneurs et des particuliers qui envisageait la possibilité d'un établissement à leur propre compte.
Les prisonniers ont été mis à la disposition d’employeurs tenus par un cahier des charges détaillé par lequel ils s’engageaient à fournir la nourriture, savon, chauffage, l’outillage nécessaire et au paiement minimum de 15 centimes par jour à chaque prisonnier augmenté de primes de rendement.
En situation de pénurie de main d’œuvre, une partie des demandes des employeurs n’a pu être satisfaite.
Fin 1917, 48 000 étaient employés dans l’agriculture, 36 000 dans les industries d’armements, 40 000 dans le transport (manutentions portuaires), 42 000 dans les mines et les travaux publics.
À l’armistice, 400 000 étaient au travail dont 10 % dans l’industrie d’armement  ce qui était interdit par les Conventions de La Haye.
Des secteurs variés de l’économie ont été concernés. Des prisonniers ont été employés au déchargement dans les ports, à l’assainissement du marais de la Salièvre dans le département du Puy-de-Dôme, au percement du tunnel du Rove entre l’étang de Berre et la Méditerranée, à la construction du stade de Lyon (stade Gerland) de l’hôpital de Lyon (actuel hôpital Herriot), à des travaux forestiers, à la construction de voies ferrées, travail qui s’est révélé très peu utile, puisque 3 lignes Chorges-Barcelonnette, La Mure-Gap, Albi-Saint-Affrique, ne furent finalement pas exploitées et une quatrième, celle de Carmaux-Vindrac, dont l’ouverture fut différée au 31 mai 1937, fut fermée le 1er juillet 1939.

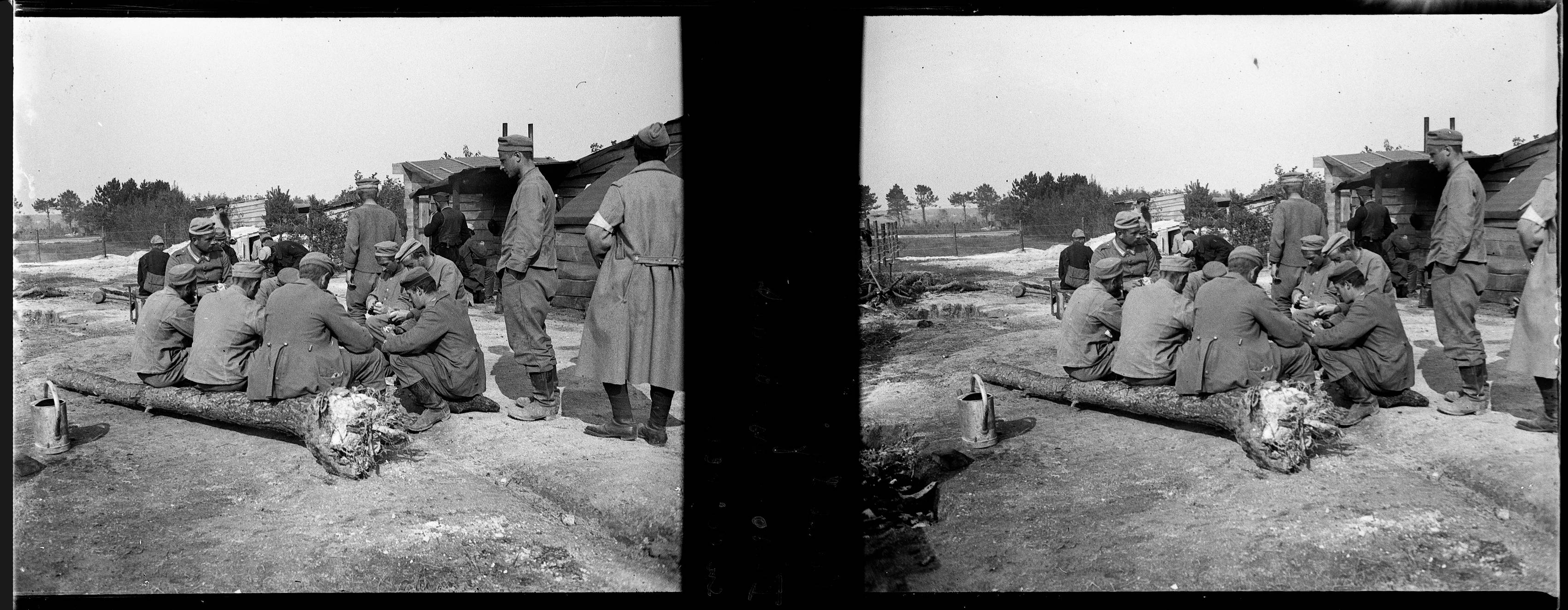
Prisonniers allemands en corvée.
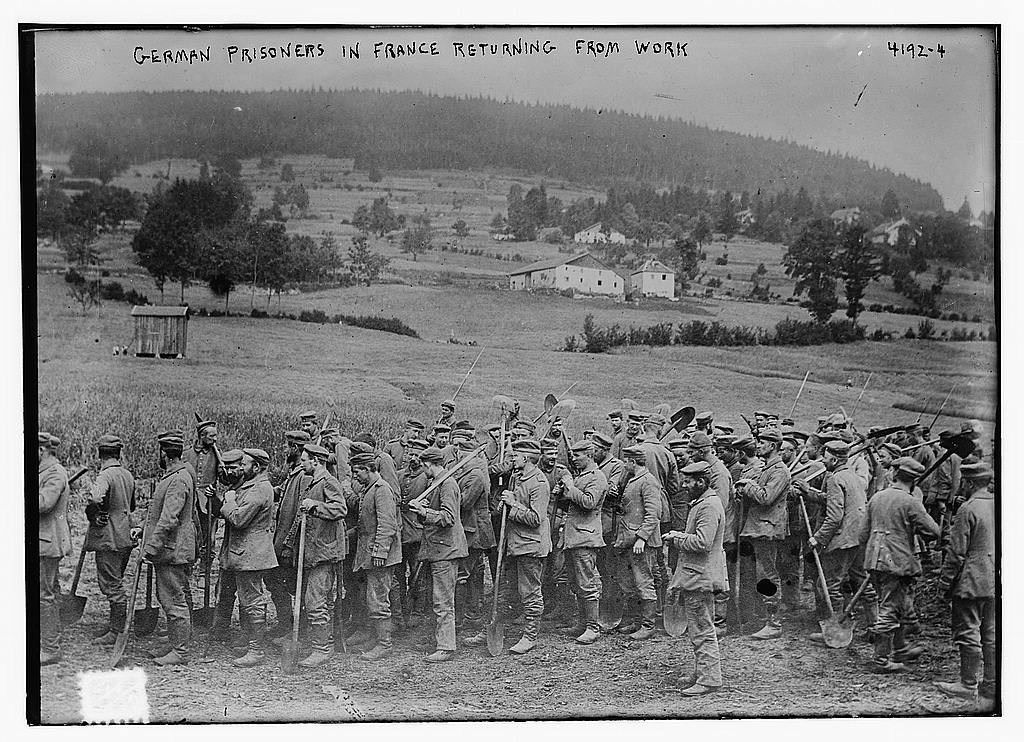
Prisonniers allemands revenant du travail.
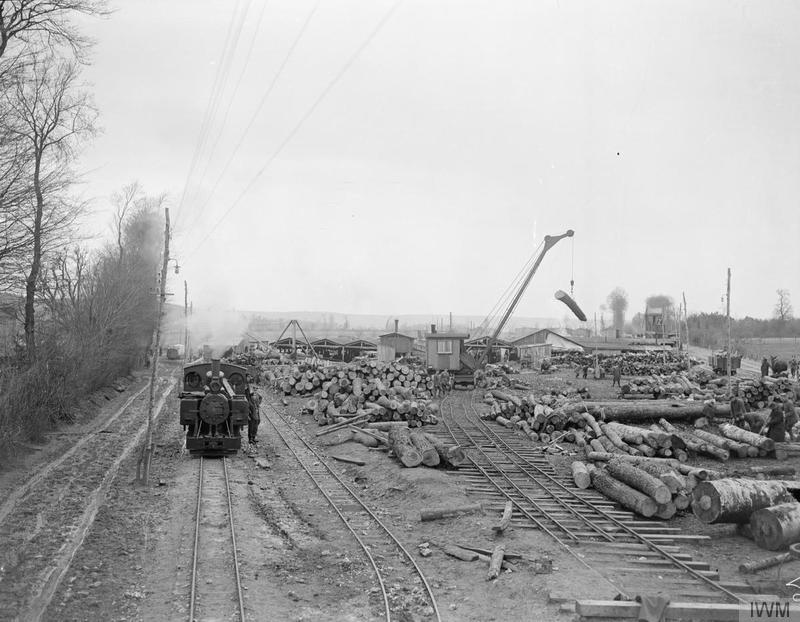
Chantier avec prisonniers allemands.

## Libération des prisonniers

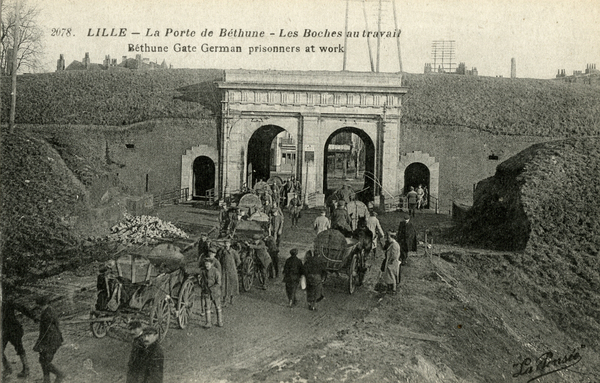
Prisonniers allemands au travail porte de Béthune à Lille en 1919.

Le traité d’armistice du 11 novembre 1918 prévoyant le rapatriement immédiat des prisonniers alliés sans réciprocité, les captifs allemands prisonniers allemands sont pour la plupart restés en France jusqu’au début de 1920.
Après la fin du conflit, le plus grand nombre fut transféré dans les zones libérées pour travailler au déminage des champs de bataille, désobuage, à des opérations de terrassement et de reconstruction des zones dévastées. Un an après l’armistice, en novembre 1919, 306 000 étaient au travail.
Les prisonniers furent rapatriés au début de l'année 1920, sous la pression du gouvernement américain qui s’opposa, par ailleurs, à la demande du gouvernement français d’envoi en contrepartie de 400 000 travailleurs civils, qui auraient été  payés par la République de Weimar, pour aider à la reconstruction.